# King Animal
King Animal je šesté studiové album americké hudební skupiny Soundgarden, vydané 13. listopadu 2012. Spolu s albem Ultramega OK se jedná o jediné album, které nebylo vydáno pod labelem A&M Records.
Album bylo vydáno 16 let po albu Down on the Upside; skupina se mezitím rozpadla. Jako singly byly vybrány písně "Been Away Too Long" a "By Crooked Steps".

## Skladby
Autory všech písní jsou Chris Cornell, Kim Thayil, Ben Shepherd a Matt Cameron.
| Pořadí | Název                     | Délka |
| ------ | ------------------------- | ----- |
| 1.     | Been Away Too Long        | 3:35  |
| 2.     | Non-State Actor           | 3:54  |
| 3.     | By Crooked Steps          | 3:57  |
| 4.     | A Thousand Days Before    | 4:23  |
| 5.     | Blood on the Valley Floor | 3:41  |
| 6.     | Bones of Birds            | 4:18  |
| 7.     | Taree                     | 3:38  |
| 8.     | Attrition                 | 2:46  |
| 9.     | Black Saturday            | 3:26  |
| 10.    | Halfway There             | 3:13  |
| 11.    | Worse Dreams              | 4:52  |
| 12.    | Eyelid's Mouth            | 4:28  |
| 13.    | Rowing                    | 5:04  |

## Sestava
- Chris Cornell – zpěv, akustická kytara, piano v "Bones of Birds", mandolína v "Taree"
- Kim Thayil – kytara, mandolína v "A Thousand Days Before", lesní roh v "A Thousand Days Before" a "Black Saturday"
- Ben Shepherd – baskytara, kytara v "Taree" a "Attrition", barytonová kytara a doprovodný zpěv v "Attrition"
- Matt Cameron – bicí, moog syntezátor v "Blood on the Valley Floor" a "Eyelid's Mouth", doprovodný zpěv v "Attrition"